# 최혁길
최혁길(崔赫吉, 1981년 3월 25일 ~ )는 전 KBO 리그 SK 와이번스의 야구 선수인 투수이다.

## 출신학교
- 강릉고등학교
- 경남대학교

## 등번호
- 36번